# 温泉彝族乡
温泉彝族乡，是中华人民共和国四川省攀枝花市盐边县下辖的一个乡镇级行政单位。

## 行政区划
温泉彝族乡下辖以下地区：
热水塘社区村、道角村、野麻地村、大窝凼村、那片社区村、肖家坪社区村和四呷左村。